# Neptis salpona
Neptis salpona är en fjärilsart som beskrevs av Hans Fruhstorfer 1908. Neptis salpona ingår i släktet Neptis och familjen praktfjärilar. Inga underarter finns listade i Catalogue of Life.